# Czechosłowacja na Letnich Igrzyskach Olimpijskich 1924
Czechosłowację na Letnich Igrzyskach Olimpijskich 1924 reprezentowało 133 zawodników, 129 mężczyzn i 4 kobiety.

## Zdobyte medale
| Medal  | Zawodnik          | Dyscyplina           | Konkurencja            | Rezultat    |
| ------ | ----------------- | -------------------- | ---------------------- | ----------- |
| Złoto  | Bedřich Šupčík    | Gimnastyka           | Wspinanie po linie     | 7,2 pkt     |
| Srebro | Robert Pražák     | Gimnastyka           | Wielobój indywidualnie | 110,323 pkt |
| Srebro | Robert Pražák     | Gimnastyka           | Ćwiczenia na poręczach | 21,61 pkt   |
| Srebro | Robert Pražák     | Gimnastyka           | Ćwiczenia na kółkach   | 21,483 pkt  |
| Srebro | Jan Koutný        | Gimnastyka           | Skok przez konia       | 9,97 pkt    |
| Brąz   | Bedřich Šupčík    | Gimnastyka           | Wielobój indywidualnie | 106,930 pkt |
| Brąz   | Bohumil Mořkovský | Gimnastyka           | Skok przez konia       | 9,93 pkt    |
| Brąz   | Ladislav Vácha    | Gimnastyka           | Ćwiczenia na kółkach   | 21,430 pkt  |
| Brąz   | Ladislav Vácha    | Gimnastyka           | Wspinanie po linie     | 7,8 pkt     |
| Brąz   | Bohumil Durdis    | Podnoszenie ciężarów | Waga lekka             | 425 kg      |

## Gimnastyka
| Zawodnik | Konkurencja                 | Finał      | Finał   |
| Zawodnik | Konkurencja                 | Wynik      | Miejsce |
| --- | --------------------------- | ---------- | ------- |
| Robert Pražák | wielobój indywidualnie      | 110,323    | srebro  |
| Bedřich Šupčík | wielobój indywidualnie      | 106,930    | brąz    |
| Miroslav Klinger | wielobój indywidualnie      | 105,500    | 5.      |
| Ladislav Vácha | wielobój indywidualnie      | 105,300    | 6.      |
| Jan Koutný | wielobój indywidualnie      | 103,359    | 11.     |
| Bohumil Mořkovský | wielobój indywidualnie      | 102,743    | 13.     |
| Stanislav Indruch | wielobój indywidualnie      | DNF        | DNF     |
| Josef Kos | wielobój indywidualnie      | DNF        | DNF     |
| Robert Pražák Bedřich Šupčík Miroslav Klinger Ladislav Vácha Jan Koutný Bohumil Mořkovský Stanislav Indruch Josef Kos | wielobój drużynowo          | DNF        | DNF     |
| Jan Koutný | skok przez konia wzdłuż     | 9,970      | srebro  |
| Bohumil Mořkovský | skok przez konia wzdłuż     | 9,930      | brąz    |
| Miroslav Klinger | skok przez konia wzdłuż     | 9,750      | 7.      |
| Robert Pražák | skok przez konia wzdłuż     | 9,740      | 9.      |
| Ladislav Vácha | skok przez konia wzdłuż     | 9,700      | 10.     |
| Bedřich Šupčík | skok przez konia wzdłuż     | 9,330      | 15.     |
| Ladislav Vácha | skok przez konia wszerz     | 9,830      | 6.      |
| Bedřich Šupčík | skok przez konia wszerz     | 9,830      | 6.      |
| Robert Pražák | skok przez konia wszerz     | 9,800      | 8.      |
| Jan Koutný | skok przez konia wszerz     | 9,750      | 12.     |
| Miroslav Klinger | skok przez konia wszerz     | 9,750      | 12.     |
| Bohumil Mořkovský | skok przez konia wszerz     | 9,450      | 23.     |
| Robert Pražák | ćwiczenia na poręczach      | 21,610     | brąz    |
| Ladislav Vácha | ćwiczenia na poręczach      | 21,310     | 6.      |
| Josef Kos | ćwiczenia na poręczach      | 21,280     | 7.      |
| Bedřich Šupčík | ćwiczenia na poręczach      | 21,260     | 8.      |
| Miroslav Klinger | ćwiczenia na poręczach      | 21,130     | 10.     |
| Jan Koutný | ćwiczenia na poręczach      | 21,000     | 11.     |
| Bohumil Mořkovský | ćwiczenia na poręczach      | 20,930     | 13.     |
| Stanislav Indruch | ćwiczenia na poręczach      | 20,500     | 18.     |
| Robert Pražák | ćwiczenia na drążku         | 18,730     | 9.      |
| Josef Kos | ćwiczenia na drążku         | 17,960     | 15.     |
| Bedřich Šupčík | ćwiczenia na drążku         | 17,860     | 16.     |
| Stanislav Indruch | ćwiczenia na drążku         | 17,430     | 19.     |
| Miroslav Klinger | ćwiczenia na drążku         | 16,470     | 26.     |
| Jan Koutný | ćwiczenia na drążku         | 15,716     | 35.     |
| Ladislav Vácha | ćwiczenia na drążku         | 14,700     | 39.     |
| Bohumil Mořkovský | ćwiczenia na drążku         | 14,563     | 41.     |
| Robert Pražák | ćwiczenia na kółkach        | 21,483     | srebro  |
| Ladislav Vácha | ćwiczenia na kółkach        | 21,430     | brąz    |
| Bedřich Šupčík | ćwiczenia na kółkach        | 21,120     | 5.      |
| Bohumil Mořkovský | ćwiczenia na kółkach        | 21,080     | 6.      |
| Jan Koutný | ćwiczenia na kółkach        | 21,053     | 7.      |
| Miroslav Klinger | ćwiczenia na kółkach        | 20,730     | 11.     |
| Miroslav Klinger | ćwiczenia na koniu z łękami | 19,670     | 7.      |
| Robert Pražák | ćwiczenia na koniu z łękami | 18,970     | 13.     |
| Ladislav Vácha | ćwiczenia na koniu z łękami | 18,330     | 17.     |
| Jan Koutný | ćwiczenia na koniu z łękami | 17,870     | 22.     |
| Bedřich Šupčík | ćwiczenia na koniu z łękami | 17,530     | 24.     |
| Bohumil Mořkovský | ćwiczenia na koniu z łękami | 16,790     | 31.     |
| Bedřich Šupčík | wspinanie po linie          | 10 (7,2 S) | złoto   |
| Ladislav Vácha | wspinanie po linie          | 10 (7,8 s) | brąz    |
| Robert Pražák | wspinanie po linie          | 10 (8,8 S) | 13.     |
| Bohumil Mořkovský | wspinanie po linie          | 10 (9,0 s) | 18.     |
| Miroslav Klinger | wspinanie po linie          | 8 (9,4 S)  | 24.     |
| Jan Koutný | wspinanie po linie          | 8 (9,4 S)  | 24.     |

## Jeździectwo
| Konkurencja              | Zawodnik        | Koń     | Finał | Finał |
| Konkurencja              | Zawodnik        | Koń     | Wynik | Poz.  |
| ------------------------ | --------------- | ------- | ----- | ----- |
| Ujeżdżenie indywidualnie | Emanuel Thiel   | Ex      | 256,2 | 6.    |
| Ujeżdżenie indywidualnie | František Donda | Elan    | 236,0 | 11.   |
| Ujeżdżenie indywidualnie | Otto Schöniger  | Fefé    | 215,0 | 18.   |
| Ujeżdżenie indywidualnie | Jaroslav Hanf   | Elégant | 213,4 | 19.   |

| Konkurencja         | Zawodnik                                 | Koń       | Finał        | Finał  | Finał   |
| Konkurencja         | Zawodnik                                 | Koń       | Punkty karne | Czas   | Miejsce |
| ------------------- | ---------------------------------------- | --------- | ------------ | ------ | ------- |
| Skoki indywidualnie | Rudolf Popler                            | Eldorado  | 24,5         | 2:45,8 | 23.     |
| Skoki indywidualnie | Oldřich Buchar                           | Esperanto | 45,0         | 2:37,6 | 34.     |
| Skoki indywidualnie | Josef Rabas                              | Arab      | DNF          | DNF    | DNF     |
| Skoki drużynowo     | Rudolf Popler Oldřich Buchar Josef Rabas | jak wyżej | DNF          | DNF    | DNF     |

| Konkurencja        | Zawodnik                                                    | Koń       | Ujeżdżenie | Próba terenowa | skoki | Razem | Pozycja |
| ------------------ | ----------------------------------------------------------- | --------- | ---------- | -------------- | ----- | ----- | ------- |
| WKKW indywidualnie | Josef Charous                                               | Editor    | 99,5       | 220,0          | 40    | 359,5 | 32.     |
| WKKW indywidualnie | František Statečný                                          | Exterieur | 143,0      | 359,0          | DNF   | DNF   | DNF     |
| WKKW indywidualnie | Matěj Pechman                                               | Ideal     | 103        | DNF            | DNF   | DNF   | DNF     |
| WKKW indywidualnie | Bedřich John                                                | Arabe     | 105,0      | 814,5          | DNF   | DNF   | DNF     |
| WKKW drużynowo     | Josef Charous František Statečný Matěj Pechman Bedřich John | jak wyżej | DNF        | DNF            | DNF   | DNF   | DNF     |

## Kolarstwo

### Kolarstwo szosowe
| Zawodnik                                                       | Konkurencja                | Czas       | Pozycja |
| -------------------------------------------------------------- | -------------------------- | ---------- | ------- |
| Antonín Perič                                                  | jazda indywidualna na czas | 7:14:47,8  | 32.     |
| Karel Červenka                                                 | jazda indywidualna na czas | 7:20:20,0  | 40.     |
| Antonín Charvát                                                | jazda indywidualna na czas | 7:26:09,0  | 44.     |
| František Kundert                                              | jazda indywidualna na czas | NQ         | NQ      |
| Antonín Perič Karel Červenka Antonín Charvát František Kundert | jazda drużynowa na czas    | 22:01:16,8 | 11.     |

### Kolarstwo torowe
| Konkurencja                     | Zawodnik                                                   | Eliminacje                  | Eliminacje | Repasaże                         | Repasaże | Ćwierćfinał                    | Ćwierćfinał | Repasaże                                           | Repasaże | Półfinały  | Półfinały | Finał      | Finał   | Pozycja |
| Konkurencja                     | Zawodnik                                                   | Przeciwnik                  | Miejsce    | Przeciwnik                       | Miejsce  | Przeciwnik                     | Miejsce     | Przeciwnik                                         | Miejsce  | Przeciwnik | Miejsce   | Przeciwnik | Miejsce | Pozycja |
| ------------------------------- | ---------------------------------------------------------- | --------------------------- | ---------- | -------------------------------- | -------- | ------------------------------ | ----------- | -------------------------------------------------- | -------- | ---------- | --------- | ---------- | ------- | ------- |
| sprint                          | Miloš Knobloch                                             | George Dempsey Julio Polet  | 3.         | Boris Dimczew Alejandro Vidal    | 1.       | Jaap Meijer Willy Falck Hansen | 3.          | Guglielmo Bossi Maurice Peeters Willy Falck Hansen | 4.       | NQ         | NQ        | NQ         | NQ      | NQ      |
| sprint                          | Oldřich Červinka                                           | Guglielmo Bossi János Grimm | 3.         | Louis Mermillod Ferenc Uhereczky | 3.       | NQ                             | NQ          | NQ                                                 | NQ       | NQ         | NQ        | NQ         | NQ      | NQ      |
| 50 km                           | Jaroslav Brož                                              |                             |            |                                  |          |                                |             |                                                    |          |            |           |            | b.d     | b.d.    |
| wyścig na dochodzenie drużynowo | Jaroslav Brož Oldřich Červinka Miloš Knobloch Karel Pechan | Szwajcaria                  | 2.         | N/A                              | N/A      | NQ                             | NQ          | N/A                                                | N/A      | NQ         | NQ        | NQ         | NQ      | NQ      |

## Lekkoatletyka
Konkurencje biegowe
| Konkurencja        | Zawodnik         | Eliminacje | Eliminacje | Ćwierćfinał | Ćwierćfinał | Półfinał | Półfinał | Finał | Finał   |
| Konkurencja        | Zawodnik         | Wynik      | Miejsce    | Wynik       | Miejsce     | Wynik    | Miejsce  | Wynik | Miejsce |
| ------------------ | ---------------- | ---------- | ---------- | ----------- | ----------- | -------- | -------- | ----- | ------- |
| 100 m              | Alois Linka      | 11,6       | 5.         | NQ          | NQ          | NQ       | NQ       | NQ    | NQ      |
| 100 m              | Antonín Svoboda  | 11,3       | 3.         | NQ          | NQ          | NQ       | NQ       | NQ    | NQ      |
| 200 m              | Alois Linka      | b.d.       | 4.         | NQ          | NQ          | NQ       | NQ       | NQ    | NQ      |
| 400 m              | Karel Přibyl     | 52,8       | 5.         | NQ          | NQ          | NQ       | NQ       | NQ    | NQ      |
| 800 m              | Eduard Riedl     | 2:02,5     | 6.         | N/A         | N/A         | NQ       | NQ       | NQ    | NQ      |
| 800 m              | Karel Přibyl     | 2:03,8     | 4.         | N/A         | N/A         | NQ       | NQ       | NQ    | NQ      |
| 1500 m             | Vilém Šindler    | N/A        | N/A        | N/A         | N/A         | 4:23,6   | 7.       | NQ    | NQ      |
| 5000 m             | Karel Nedobitý   | N/A        | N/A        | N/A         | N/A         | b.d      | 11.      | NQ    | NQ      |
| 110 m przez płotki | Otakar Jandera   | 16,0       | 2.         | N/A         | N/A         | b.d      | 4.       | NQ    | NQ      |
| maraton            | Josef Eberle     | N/A        | N/A        | N/A         | N/A         | N/A      | N/A      | DNF   | DNF     |
| maraton            | Bohumil Honzátko | N/A        | N/A        | N/A         | N/A         | N/A      | N/A      | DNF   | DNF     |
| maraton            | Ján Kalous       | N/A        | N/A        | N/A         | N/A         | N/A      | N/A      | DNF   | DNF     |

Konkurencje techniczne
| Konkurencja    | Zawodnik                | Eliminacje | Eliminacje | Finał | Finał   |
| Konkurencja    | Zawodnik                | Wynik      | Miejsce    | Wynik | Miejsce |
| -------------- | ----------------------- | ---------- | ---------- | ----- | ------- |
| skok w dal     | Alois Sobotka           | 6,59       | 18.        | NQ    | NQ      |
| skok w dal     | Josef Macháň            | 6,09       | 25.        | NQ    | NQ      |
| skok wzwyż     | Mikuláš Kucsera         | NM         | NM         | NQ    | NQ      |
| skok wzwyż     | Josef Machaň            | 1,75       | 15.        | NQ    | NQ      |
| skok o tyczce  | František Fuhrherr-Nový | 3,20       | 15.        | NQ    | NQ      |
| rzut dyskiem   | František Janda-Suk     | 34,08      | 29.        | NQ    | NQ      |
| rzut oszczepem | Jiří Svoboda            | NM         | NM         | NQ    | NQ      |
| rzut oszczepem | Mór Kóczán              | 48,39      | 23.        | NQ    | NQ      |

| Zawodnik        | Konkurencje | Konkurencje    | Wyniki | Punkty | Miejsce |
| --------------- | ----------- | -------------- | ------ | ------ | ------- |
| Antonín Svoboda | pięciobój   | skok w dal     | 5,37   | 28     | 28.     |
| Antonín Svoboda | pięciobój   | rzut oszczepem | 37,88  | 25     | 25.     |
| Antonín Svoboda | pięciobój   | Bieg na 200 m  | 24,0   | 13     | 13.     |
| Antonín Svoboda | pięciobój   | rzut dyskiem   | DNS    | DNS    | DNS     |
| Antonín Svoboda | pięciobój   | Bieg na 1500 m | DNS    | DNS    | DNS     |
| Antonín Svoboda | pięciobój   | Finał          |        | 66     | 24.     |

## Pięciobój nowoczesny
| Zawodnik         | Konkurencja   | Strzelanie | Strzelanie | Strzelanie | Pływanie | Pływanie | Pływanie | Szermierka | Szermierka | Jazda konna | Jazda konna | Jazda konna | Bieg przełajowy | Bieg przełajowy | Bieg przełajowy | Suma punktów | Pozycja |
| Zawodnik         | Konkurencja   | Wynik      | M.         | Punkty     | Czas     | M.       | Punkty   | M.         | Punkty     | Wynik       | M.          | Punkty      | Czas            | M.              | Punkty          | Suma punktów | Pozycja |
| ---------------- | ------------- | ---------- | ---------- | ---------- | -------- | -------- | -------- | ---------- | ---------- | ----------- | ----------- | ----------- | --------------- | --------------- | --------------- | ------------ | ------- |
| Karel Tůma       | indywidualnie | 68         | 37.        | 37         | 6:58,0   | 28.      | 28       | 34.        | 34,5       | 37          | 33.         | 33          | 16:25,0         | 34.             | 34              | 166,5        | 37.     |
| Jindřich Lepiere | indywidualnie | 55         | 38.        | 38         | 8:49,8   | 38.      | 38       | 19.        | 19,5       | -           | -           | 36          | 17:48,0         | 38.             | 38              | 169,5        | 38.     |

## Piłka nożna
Reprezentacja mężczyzn
| - Antonín Hojer - Emil Seifert - František Hochman - František Hojer - František Kolenatý - Jan Novák - Jaroslav Červený - Josef Čapek - Josef Novák - Josef Pleticha |  | - Josef Sedláček - Josef Sloup - Josef Vlček - Josef Jelínek - Karel Pešek - Otto Krombholz - Otto Novák - Paul Mahrer - Rudolf Sloup |

1 Runda
| 25 | Czechosłowacja · Sloup 21' · Sedláček 28', 37' · Novák 64' · Čapek 74' | 5–2Report | Turcja · Refet 63', 82' | Stade Bergeyre, Paryż Widzów: 5,000 Sędzia: P. Chr. Andersen (NOR) |
|    |                                                                        |           |                         |                                                                    |

2 Runda
| 28 | Szwajcaria · Dietrich 79' | 1–1 (dogrywka)Report | Czechosłowacja · Sloup 21' (k.) | Stade Bergeyre Widzów: 12,000 Sędzia: P. Chr. Andersen (NOR) |
|    |                           |                      |                                 |                                                              |

| 30 | Szwajcaria · Pache 87' | 1–0Report | Czechosłowacja | Stade Bergeyre Widzów: 10,000 Sędzia: Marcel Slawik (FRA) |
|    |                        |           |                |                                                           |

Reprezentacja Czechosłowacji zajęła 9.miejsce.

## Piłka wodna
- Reprezentacja mężczyzn

| - Ladislav Ankert - František Franěk - František Kůrka - Hugo Klempfner - Josef Tomášek |  | - Jiří Reitman - Vojtech Neményi - Jan Hora - František Vacín |

Turniej główny

### 1 Runda
| 14 lipca 1924 | Czechosłowacja | 6:1 | Grecja |  |
| 17:00         |                |     |        |  |

### Ćwierćfinał
| 15 lipca 1924 | Czechosłowacja | 4:2 | Irlandia |  |
| 11:15         |                |     |          |  |

### Półfinał
| 16 lipca 1924 | Belgia | 5:1 | Czechosłowacja |  |
| 16:30         |        |     |                |  |

Turniej o brązowy medal

### Ćwierćfinał
| 18 lipca 1924 | Węgry | 7:0 | Czechosłowacja |  |
| 10:30         |       |     |                |  |

Reprezentacja Czechosłowacji została sklasyfikowana na 6.miejscu.

## Pływanie
Mężczyźni
| Konkurencja        | Zawodnik                                                 | Eliminacje | Eliminacje | Półfinał | Półfinał | Finał | Finał   |
| Konkurencja        | Zawodnik                                                 | Czas       | Miejsce    | Czas     | Miejsce  | Czas  | Miejsce |
| ------------------ | -------------------------------------------------------- | ---------- | ---------- | -------- | -------- | ----- | ------- |
| 100 m dowolnym     | Viktor Legát                                             | 1:13,2     | 3.         | NQ       | NQ       | NQ    | NQ      |
| 100 m dowolnym     | Július Baláž                                             | 1:11,8     | 3.         | NQ       | NQ       | NQ    | NQ      |
| 100 m dowolnym     | Stanislav Bičák                                          | 1:10,2     | 6.         | NQ       | NQ       | NQ    | NQ      |
| 400 m dowolnym     | Václav Antoš                                             | 5:34,8     | 2.         | 5:53,2   | 5.       | NQ    | NQ      |
| 400 m dowolnym     | Stanislav Bičák                                          | 5:52,4     | 5.         | NQ       | NQ       | NQ    | NQ      |
| 1500 m dowolnym    | Václav Antoš                                             | 24:44,0    | 4.         | NQ       | NQ       | NQ    | NQ      |
| 100 m grzbietowym  | Viktor Legát                                             | 1:27,8     | 3.         | NQ       | NQ       | NQ    | NQ      |
| 200 m klasycznym   | Rudolf Piowatý                                           | 3:10,8     | 2.         | 3:11,8   | 6.       | NQ    | NQ      |
| 200 m klasycznym   | Jaroslav Müller                                          | 3:22,0     | 5.         | NQ       | NQ       | NQ    | NQ      |
| 4 × 200 m dowolnym | Václav Antoš Stanislav Bičák Viktor Legát Rudolf Piowatý | 11:12,8    | 3.         | DNS      | DNS      | NQ    | NQ      |

Kobiety
| Konkurencja       | Zawodnik          | Eliminacje | Eliminacje | Półfinał | Półfinał | Finał  | Finał   |
| Konkurencja       | Zawodnik          | Czas       | Miejsce    | Czas     | Miejsce  | Czas   | Miejsce |
| ----------------- | ----------------- | ---------- | ---------- | -------- | -------- | ------ | ------- |
| 400 m dowolnym    | Eva Chaloupková   | 8:14,0     | 5.         | NQ       | NQ       | NQ     | NQ      |
| 100 m grzbietowym | Jarmila Müllerová | 1:37,0     | 2.         | N/A      | N/A      | 1:31,2 | 5.      |
| 200 m klasycznym  | Běla Drážková     | N/A        | N/A        | 3:43,0   | 4.       | NQ     | NQ      |

## Podnoszenie ciężarów
| Konkurencja      | Zawodnik        | Wyciskanie jednorącz | Podrzut jednorącz | Rwanie  | Wyciskanie oburącz | Podrzut Oburącz | Łącznie  | Pozycja |
| ---------------- | --------------- | -------------------- | ----------------- | ------- | ------------------ | --------------- | -------- | ------- |
| waga piórkowa    | Antonín Hrabě   | 57,5 kg              | 80 kg             | 62,5 kg | 70 kg              | 95 kg           | 365 kg   | 9.      |
| waga lekka       | Bohumil Durdis  | 70 kg                | 82,5 kg           | 72,5 kg | 90 kg              | 110 kg          | 425 kg   | brąz    |
| waga średnia     | Josef Tomáš     | 60 kg                | 72,5 kg           | 80 kg   | 70 kg              | 110 kg          | 392,5 kg | 15.     |
| waga lekkociężka | Jaroslav Skobla | 70 kg                | 95 kg             | 92,5 kg | 85 kg              | 127,5 kg        | 470 kg   | 8.      |
| waga lekkociężka | Bohumil Stinný  | 70 kg                | NM                | NM      | DNF                | DNF             | DNF      | DNF     |
| waga ciężka      | František Fišer | 65 kg                | 80 kg             | 90 kg   | 85 kg              | 115 kg          | 435 kg   | 16.     |

## Skoki do wody
Mężczyźni
| Konkurencja   | Zawodnik              | Eliminacje | Eliminacje | Finał | Finał   |
| Konkurencja   | Zawodnik              | Wynik      | Pozycja    | Wynik | Pozycja |
| ------------- | --------------------- | ---------- | ---------- | ----- | ------- |
| trampolina 3m | Július Baláž          | 488        | 3.         | 463,1 | 9.      |
| trampolina 3m | Aloisie Krongeigerová | 233,2      | 9.         | NQ    | NQ      |

## Strzelectwo
| Konkurencja                                   | Zawodnik                                                                     | Finał | Finał   |
| Konkurencja                                   | Zawodnik                                                                     | Wynik | Pozycja |
| --------------------------------------------- | ---------------------------------------------------------------------------- | ----- | ------- |
| pistolet szybkostrzelny 25 m                  | Emil Werner                                                                  | 14    | 37.     |
| pistolet szybkostrzelny 25 m                  | Josef Pavlík                                                                 | 13    | 40.     |
| pistolet szybkostrzelny 25 m                  | Jaroslav Mach                                                                | 13    | 47.     |
| pistolet szybkostrzelny 25 m                  | Josef Kurz                                                                   | 7     | 53.     |
| karabin małokalibrowy leżąc 50 m              | Rudolf Jelen                                                                 | 381   | 36.     |
| karabin małokalibrowy leżąc 50 m              | Josef Sucharda                                                               | 376   | 41.     |
| karabin małokalibrowy leżąc 50 m              | Antonín Byczanski                                                            | 372   | 47.     |
| karabin małokalibrowy leżąc 50 m              | Emil Werner                                                                  | 369   | 52.     |
| karabin dowolny 600 m leżąc                   | Josef Sucharda                                                               | 79    | 35.     |
| karabin dowolny 600 m leżąc                   | Jaroslav Mach                                                                | 79    | 35.     |
| karabin dowolny 600 m leżąc                   | Rudolf Jelen                                                                 | 75    | 46.     |
| karabin dowolny 600 m leżąc                   | František Čermák                                                             | 66    | 60.     |
| karabin dowolny drużynowo                     | Jaroslav Mach Josef Sucharda František Čermák Antonín Byczanski Josef Kozlík | 477   | 14.     |
| runda pojedyncza - sylwetka jelenia           | Miloslav Hlaváč                                                              | 32    | 17.     |
| runda pojedyncza - sylwetka jelenia           | Robert Jelen                                                                 | 24    | 28.     |
| runda pojedyncza - sylwetka jelenia           | Josef Hossa                                                                  | 21    | 30.     |
| runda pojedyncza - sylwetka jelenia           | Josef Sucharda                                                               | 20    | 31.     |
| runda podwójna - sylwetka jelenia             | Robert Jelen                                                                 | 57    | 15.     |
| runda podwójna - sylwetka jelenia             | Miloslav Hlaváč                                                              | 55    | 19.     |
| runda podwójna - sylwetka jelenia             | Josef Suchada                                                                | 53    | 20.     |
| runda podwójna - sylwetka jelenia             | Josef Hossa                                                                  | 41    | 27.     |
| runda pojedyncza - sylwetka jelenia drużynowo | Miloslav Hlaváč                                                              | DNF   | DNF     |
| runda podwójna - sylwetka jelenia drużynowo   | Miloslav Hlaváč Josef Suchada Robert Jelen                                   | 204   | 6.      |
| trap indywidualnie                            | Kurt Riedl                                                                   | b.d   | b.d     |
| trap indywidualnie                            | František Schuster                                                           | b.d   | b.d.    |
| trap indywidualnie                            | Antonín Siegl                                                                | b.d   | b.d.    |
| trap drużynowo                                | Kurt Riedl Bruno Frank Antonín Jílek Antonín Siegl Richard Klier Ravel Mach  | 309   | 12.     |

## Szermierka
Mężczyźni
| Konkurencja          | Zawodnik                                                                  | 1 runda | 1 runda | 2 runda    | 2 runda | Ćwierćfinał     | Ćwierćfinał | Półfinały          | Półfinały | Finał                     | Finał | Pozycja |
| Konkurencja          | Zawodnik                                                                  | Przeciwnik | Wynik   | Przeciwnik | Wynik   | Przeciwnik      | Wynik       | Przeciwnik         | Wynik     | Przeciwnik                | Wynik | Pozycja |
| -------------------- | ------------------------------------------------------------------------- | --- | ------- | ---------- | ------- | --------------- | ----------- | ------------------ | --------- | ------------------------- | ----- | ------- |
| szpada indywidualnie | Josef Jungmann                                                            | George Breed Charles Biscoe Virgilio Mantegazza Carl Gripenstedt Krikor Agathon Domingo Mendy Constantin Antoniades Charles Delporte Miguel Zabalza |         | N/A        | N/A     | NQ              | NQ          | NQ                 | NQ        | NQ                        | NQ    | NQ      |
| szpada indywidualnie | Josef Javůrek                                                             | Roger Ducret Robert Frater Pedro Nazar Frédéric Fitting Teodoros Fustanos Conrado Rolando Eduardo Alonso Paul Anspach                               | P       | N/A        | N/A     | NQ              | NQ          | NQ                 | NQ        | NQ                        | NQ    | NQ      |
| szpada indywidualnie | Jan Tille                                                                 | Sigurd Akre Rui Mayer Willem van Blijenburgh Wenceslao Paunero Peter Ryefelt Arthur Lyon Robert Montgomerie Gaston Cornereau                        |         | N/A        | N/A     | NQ              | NQ          | NQ                 | NQ        | NQ                        | NQ    | NQ      |
| floret indywidualnie | Josef Javůrek                                                             | Manuel Queiróz Juan Delgado Frithjof Lorentzen | P       | NQ         | NQ      | NQ              | NQ          | NQ                 | NQ        | NQ                        | NQ    | NQ      |
| floret indywidualnie | František Dvořák                                                          | Philippe Cattiau Philip Doyne Diego Díez Zoltán Schenker                                                                                            | P       | NQ         | NQ      | NQ              | NQ          | NQ                 | NQ        | NQ                        | NQ    | NQ      |
| szabla drużynowo     | Alexandr Bárta František Dvořák Josef Jungmann Luděk Opplt Otakar Švorčík | Włochy · Grecja | P W     | N/A        | N/A     | Francja · Dania | R W         | Włochy · Argentyna | ' R       | Włochy · Węgry · Holandia | P     | 4.      |

## Tenis ziemny
| Konkurencja | Zawodnik                        | 1 runda                                        | 2 runda                                                    | 3 runda                                                     | 4 runda                                             | Ćwierćfinały     | Półfinały        | Finał            | Miejsce |
| Konkurencja | Zawodnik                        | Przeciwnik Wynik                               | Przeciwnik Wynik                                           | Przeciwnik Wynik                                            | Przeciwnik Wynik                                    | Przeciwnik Wynik | Przeciwnik Wynik | Przeciwnik Wynik | Miejsce |
| ----------- | ------------------------------- | ---------------------------------------------- | ---------------------------------------------------------- | ----------------------------------------------------------- | --------------------------------------------------- | ---------------- | ---------------- | ---------------- | ------- |
| Singiel (m) | Pavel Macenauer                 | BYE                                            | Albert Lammens W 3:0 (6:0,6:1,6:0)                         | Richard N. Williams P 2:3 (2:6,6:4,6:3,2:6,1:6)             | NQ                                                  | NQ               | NQ               | NQ               | 17.     |
| Singiel (m) | Jan Koželuh                     | BYE                                            | Sunao Okamoto W 3:2 (4:6,7:5,10:8,4:6,6:4)                 | René Lacoste P 0:3 (1:6,2:6,1:6)                            | NQ                                                  | NQ               | NQ               | NQ               | 17.     |
| Singiel (m) | Ladislav Žemla                  | BYE                                            | Takeichi Harada P 1:3 (3:6,6:3,2:6,2:6)                    | NQ                                                          | NQ                                                  | NQ               | NQ               | NQ               | 33.     |
| Singiel (m) | Friedrich Rohrer                | Algernon Kingscote P 2:3 (3:6,4:6,6:4,6:3,3:6) | NQ                                                         | NQ                                                          | NQ                                                  | NQ               | NQ               | NQ               | 61.     |
| debel (m)   | Ladislav Žemla Jan Koželuh      | N/A                                            | Gerard Leembruggen Marius van der Feen W 3:0 (6:3,6:2,6:3) | Charles Aeschlimann Maurice Ferrier W 3:1 (6:4,3:6,6:4,6:4) | Francis Hunter Vincent Richards P 0:3 (2:6,3:6,4:6) | NQ               | NQ               | NQ               | 9.      |
| debel (m)   | Friedrich Rohrer Ernst Gottlieb | N/A                                            | Leslie Godfree Max Woosnam W 3:0 (6:3,6:4,6:2)             | Richard N. Williams Watson Washburn P 0:3 (3:6,2:6,1:6)     | NQ                                                  | NQ               | NQ               | NQ               | 16.     |

## Zapasy
| Zawodnik                      | Konkurencja          | Runda pierwsza      | Runda druga         | Runda trzecia         | Runda czwarta         | Runda piąta        | Runda szósta     | Runda siódma     | Runda finałowa   | Pozycja |
| Zawodnik                      | Konkurencja          | Przeciwnik Wynik    | Przeciwnik Wynik    | Przeciwnik Wynik      | Przeciwnik Wynik      | Przeciwnik Wynik   | Przeciwnik Wynik | Przeciwnik Wynik | Przeciwnik Wynik | Pozycja |
| ----------------------------- | -------------------- | ------------------- | ------------------- | --------------------- | --------------------- | ------------------ | ---------------- | ---------------- | ---------------- | ------- |
| styl klasyczny waga kogucia   | Jan Bozděch          | Georg Gundersen p   | Carlo Ponte W       | Adolf Herschmann p    | NQ                    | NQ                 | NQ               | N/A              | N/A              | 13.     |
| styl klasyczny waga kogucia   | Antonín Skopový      | wolny los           | Ragnvald Olsen W    | Eduard Pütsep p       | NQ                    | NQ                 | NQ               | N/A              | N/A              | 13.     |
| styl klasyczny waga piórkowa  | František Řezáč      | Hilair Fettes W     | Arthur Nord p       | Martin Egeberg p      | NQ                    | NQ                 | NQ               | NQ               | NQ               | 13.     |
| styl klasyczny waga piórkowa  | František Dyršmid    | Gerolamo Quaglia W  | Kalle Anttila p     | Aleksanteri Toivola p | NQ                    | NQ                 | NQ               | NQ               | NQ               | 13.     |
| styl klasyczny waga lekka     | Josef Beránek        | Johann Bergmann W   | Oskari Friman p     | Arne Gaupset p        | NQ                    | NQ                 | NQ               | N/A              | N/A              | 13.     |
| styl klasyczny waga lekka     | František Kratochvíl | Roberto De Marchi W | Ahmad Rahmi W       | Carl Coerse W         | Charles Frisenfeldt W | Kalle Westerlund p | wolny los        | N/A              | N/A              | 4.      |
| styl klasyczny waga średnia   | František Pražský    | wolny los           | Giuseppe Gorletti p | Roman Steinberg p     | NQ                    | NQ                 | NQ               | NQ               | N/A              | 15.     |
| styl klasyczny waga średnia   | Oldřich Pštros       | Sándor Kónyi p      | Jules Grandjean W   | Émile Clody W         | Viktor Fischer p      | NQ                 | NQ               | NQ               | N/A              | 9.      |
| styl klasyczny waga półciężka | František Tázler     | Axel Tetens W       | Calle Westergren p  | NQ                    | NQ                    | NQ                 | NQ               | N/A              | N/A              | 12.     |

## Żeglarstwo
| Zawodnik           | Konkurencja        | Eliminacje       | Eliminacje        | Półfinały        | Półfinały         | Punkty | Finałowa pozycja |
| Zawodnik           | Konkurencja        | Wyścig I miejsce | Wyścig II miejsce | Wyścig I miejsce | Wyścig II miejsce | Punkty | Finałowa pozycja |
| ------------------ | ------------------ | ---------------- | ----------------- | ---------------- | ----------------- | ------ | ---------------- |
| Eduard Bürgmeister | monotyp olimpijski | 7.               | 6.                | NQ               | NQ                | NQ     | 9.               |